# Kalat, Pakistan
Kalat är huvudort för ett distrikt med samma namn i den pakistanska provinsen Baluchistan. Folkmängden uppgick till cirka 37 000 invånare vid folkräkningen 2017.